# Limai Szent Róza
Limai Szent Róza a domonkos harmadrend tagja (Lima, 1586. április 20. – Lima, 1617. augusztus 24.) a római katolikus egyház első szentje, aki az Újvilágban született.

## Életrajza
Szent Róza, születési nevén Isabel Flores y de Oliva egy sokgyermekes családban látott napvilágot Limában, a Perui Alkirályságban, amely akkor Új-Spanyolország része volt. Édesapja, Gaspar Flores, a Spanyol Birodalmi hadsereg lovasa volt, San Germánban született San Juan Bautista szigetén, amely most Puerto Rico része. Édesanyja, María de Oliva limai őslakos volt. Későbbi beceneve, a „Róza”, csecsemőkorából származik. Az egyik szolgáló azt állította, hogy látta, ahogy a kislány arca rózsává változott. Más, kevésbé csodás magyarázat szerint azért kapta a Róza nevet, mert nagyon szép volt az arca. Négy évesen megtanult olvasni, hogy nagy példaképe, Sziénai Szent Katalin műveit tanulmányozhassa. 1597-ben Lima püspöke, Turibius de Mongorovejo részesítette a bérmálás szentségében, akit szintén szentté avattak. Ebben az időben vette fel hivatalosan a Róza nevet.
Még egészen kicsi volt, amikor már segített a családi munkákban: ki kellett mennie a mezőre, ahol egész nap folyt a földművelés, az éjszakáit mégsem csak az alvásnak, hanem hosszú imáinak is szentelte. Fiatal lányként – az ismert domonkos harmadrendivel, Sziénai Szent Katalinnal versengve – elkezdett heti háromszor böjtölni és titokban vezekelni. Amikor szépségét dicsérték, Róza levágta a haját és paprikát maszatolt az arcára, mert zavarta, hogy a kérők észrevették. Szülei és barátai tiltakozása ellenére visszautasított minden udvarlót és helyette órákat töltött elmélkedve az Oltáriszentség előtt, melyet naponta magához vett. Ez abban az időben nagyon ritka volt. Elhatározta, hogy szüzességi fogadalmat tesz, melyet szülei elleneztek, hiszen házasítani szerették volna lányukat. Végül édesapja csalódottságból adott neki egy szobát a családi házban.

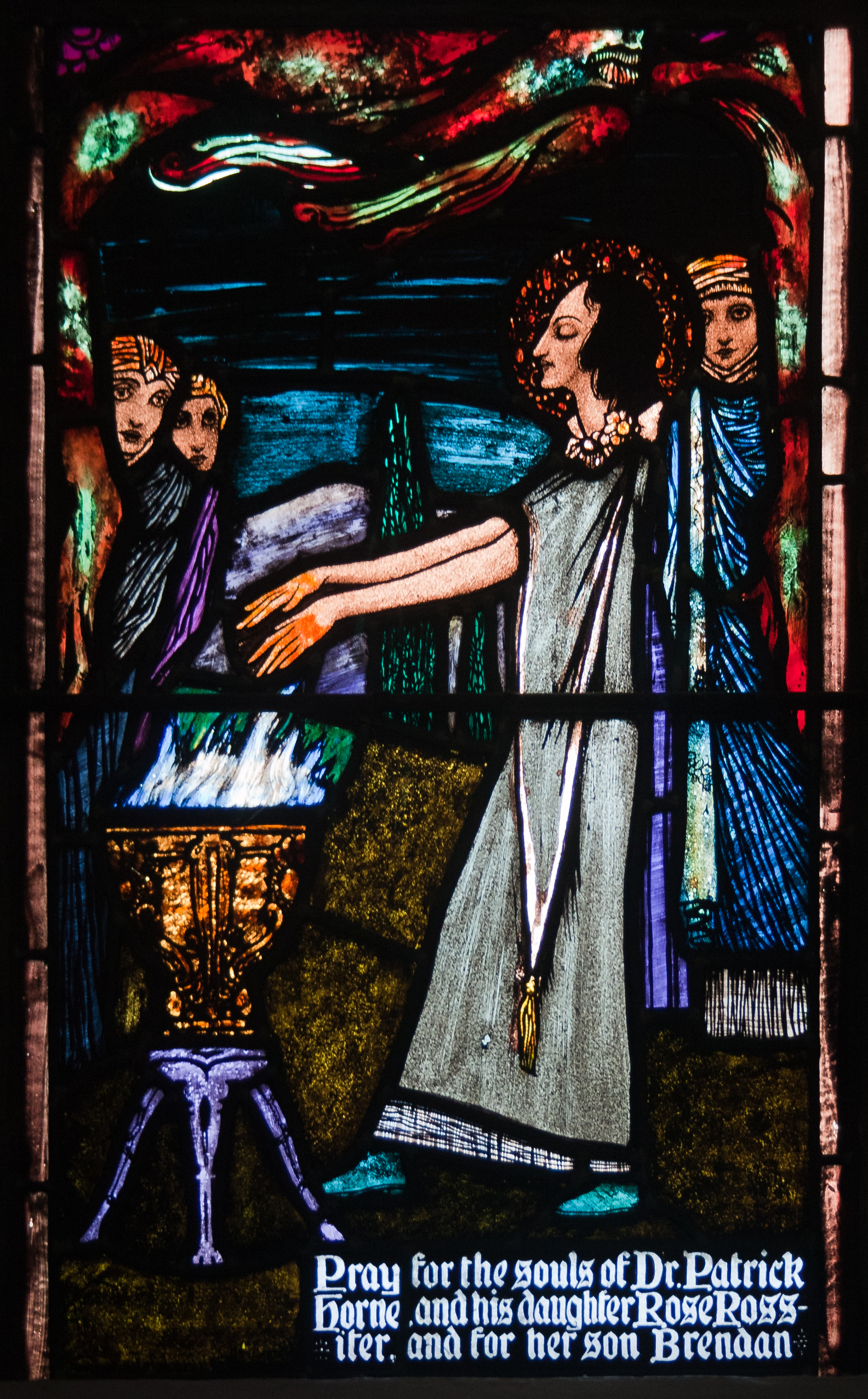
Harry Clark festett üvegablaka, amelyen Szent Róza megégeti a kezét vezeklésből

A napi böjtölés után végleges tartózkodást vállalt a húsevéstől. Segített a betegeken és az éhezőkön a közösségében azzal, hogy a szobájába vette és ápolta őket. Róza eladta a szép hímzőmunkáit, s a növényeket, amelyeket termesztett kivitte a piacra, hogy segítse családját. Csipkét és hímzéseket készített és árult, hogy segíthessen a szegényeken. Egy kis barlangot rendezett be vezeklés és imádság céljából. Máskülönben "remete" életmódot folytatott; csak azért hagyta el a szobáját, hogy templomba mehessen.
A Domonkos-rend szerzeteseinek figyelmét is magára vonta. Domonkos-rendi szemlélődő apáca szeretett volna lenni, de apja eltiltotta, ezért a domonkosok világi harmadrendjébe lépett be; mindezt 20 évesen, amíg a szüleinél élt. Egy nehéz ezüstkoronát viselt kis tüskékkel belül, hogy Krisztus töviskoronáját magán hordhassa.
1615-ben holland hadihajók támadták meg Limát. Róza egyesítette a város asszonyait, hogy imádkozzanak a Rózsafüzér királynőjének templomában. A holland flotta néhány nappal később titokzatos módon felvonta a vitorláit és elvonult Lima alól, anélkül, hogy megtámadta volna a várost. A csodát mindenki Rózának tulajdonította.
Tizenegy éven keresztül élt komoly bűnbánatban, időnként elragadtatásokkal. 1617. augusztus 24-én, 31 évesen meghalt. Úgy tartják, hogy megjósolta halálának dátumát. Temetése a katedrálisban zajlott Lima összes vezetőjének részvételével. A püspök dicsérő beszédet mondott temetésén.

## Emlékezete

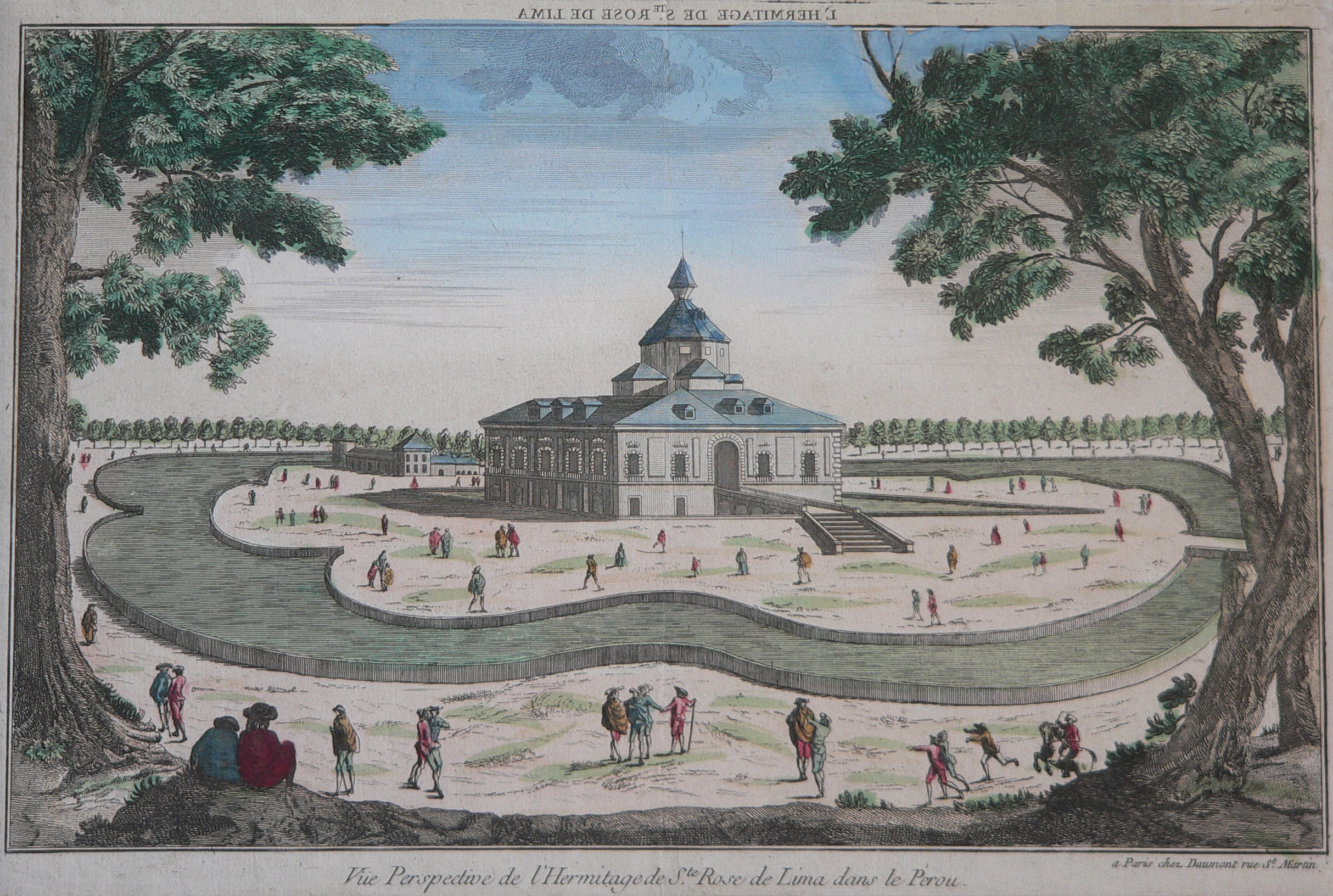
Szent Róza 17. századi kolostora

Rózát 1667. április 15-én avatta boldoggá IX. Kelemen pápa, s szentté pedig X. Kelemen pápa avatta 1671. április 12-én. Az amerikai kontinens első katolikus szentje. Sírhelye, barátai, Porres-i Szent Márton és Macíás Szent János mellett található a limai Szent Domonkos kolostorban. A római katolikus egyház szerint halálát sok csoda követte, egyes történetekben leprást gyógyított meg. Számos helyet neveztek el róla az Újvilágban.
Liturgikus ünnepe az 1729-es római katolikus szentek kalendáriumban kezdetben augusztus 30-ára esett, mert augusztus 24-e Bertalan apostol ünnepe volt és a legközelebbi dátum augusztus 30. volt, amely nem volt köthető egy ismert szenthez. VI. Pál pápa 1969-ben megreformálta a római katolikus szentek kalendáriumát és augusztus 23-át elérhetővé tette számára, így ezen a napon ülik meg ünnepét világszerte, köztük Spanyolországban is. Ennek ellenére Peruban és a latin-amerikai országokban augusztus 30-án tartják ünnepét s ez egy munkaszüneti nap a tiszteletére.
Róza koponyája megtekinthető a limai bazilikában. A hagyomány szerint a teste nem hagyhatja el a bazilikát, de a koponyája az ország körül jár. A koponyáján egy rózsákból készült korona található. Porres-i Szent Márton koponyájával egy helyen tekinthető meg, akinek koponyája szintén el lett választva testétől. Ábrázolása domonkos szerzetesrendi ruhában szokás, mivel a világi hívő harmadrendi tagoknak megengedett, hogy abban a szerzetesrendi ruhában temessék el őket, amely szerzetesrendnek a lelkiségét követték életükben.
Magyarországon Alsórajkon neveztek el templomot Limai Szent Róza tiszteletére, valamint a Siklós-máriagyűdi kegytemplomban található róla ábrázolás.

## Fordítás
- Ez a szócikk részben vagy egészben  a   Rose of Lima című angol Wikipédia-szócikk fordításán alapul.  Az eredeti cikk szerkesztőit annak laptörténete sorolja fel. Ez a jelzés csupán a megfogalmazás eredetét és a szerzői jogokat jelzi, nem szolgál a cikkben szereplő információk forrásmegjelöléseként.